# Monument historique
Et monument historique beskyttes i Frankrig juridisk på grund af dets historiske, arkitektoniske eller kunstneriske kvalitet. Der eksisterer to niveauer af beskyttelse:
- historisk (fornemst)
- eller i databasen over historiske monumenter.

Beskyttelsen af bygninger omfatter hele bygningerne eller dele af eksteriøret, interiøret og områder umiddelbart omkring bygningen.
Monumenterne findes i en database i det franske kulturministerium (Base Mérimée), der er opkaldt efter Prosper Mérimée(1803 – 1870), der som inspektør med ansvar for de historiske monumenter etablerede den første liste over dem i 1840, og som definerede en doktrin for klassificering af historiske monumenter.